# Gianfranco Spadaccia
Gianfranco Spadaccia (né à Rome le 28 février 1935 et mort dans la même ville le 24 septembre 2022) est un homme politique et un journaliste italien, ancien président de +Europa.
De 1967 à 1968, puis de 1974 à 1976, il a été le secrétaire du Parti radical, avec lequel il a été élu député à trois reprises, en 1978, 1983 et 1987.

## Biographie
Devenu journaliste professionnel, Gianfranco Spadaccia collabore immédiatement avec de nombreux périodiques et magazines. Son activité politique a commencé dans des associations universitaires telles que l'Union goliardique italienne et l'Union nationale représentative universitaire italienne où il a commencé à nouer les premières relations, personnelles et politiques, qui marqueront son expérience dans les années à venir.
Il était très jeune dans le Parti Socialiste Démocratique Italien et en 1955 il participa à la fondation du Parti Radical. Il a partagé avec Marco Pannella les choix non-violents et les combats pour les droits civiques (du divorce à l'objection de conscience, de la réforme du droit de la famille à la dépénalisation du délit de consommation de drogue).
En juin 1975, il est arrêté pour désobéissance civile, organisée par le CISA (Centre d'information sur la stérilisation et l'avortement) et activement soutenue par le Parti radical, contre la loi italienne interdisant l'avortement. Avec Spadaccia, alors secrétaire du parti, Emma Bonino, Adele Faccio et Giorgio Conciani sont également arrêtés. L'accusation est l'avortement provoqué ; grâce à la campagne radicale, s'ouvre un débat politique qui conduira en 1978 à la réglementation législative de l'interruption de grossesse. Sur les listes du Parti radical, il a été élu pour trois législatures dans les années 1979, 1983 et 1987.
L'engagement laïc ne l'a pas empêché dans les années 1980 de rechercher activement une convergence avec l'Église catholique pour une intervention extraordinaire de l'Italie et de la communauté internationale contre l'extermination causée dans de nombreuses régions du monde par la faim, le sous-développement, la désertification. Dans les mêmes années, il se bat au Parlement pour la mise en œuvre intégrale de la réforme pénitentiaire : avec Adélaïde Aglietta, il pratique un long jeûne pour obtenir une augmentation des effectifs et la réforme du corps des gardiens. Au début des années 1990, il participe activement aux initiatives référendaires pour aboutir à une profonde réforme des institutions républicaines et de la loi électorale.
Gianfranco Spadaccia est mort à Rome le 24 septembre 2022 à l'âge de 87 ans.